# لولولمون اتلتیکا
لولولمون اتلتیکا (انگلیسی: Lululemon Athletica) یک خرده فروش لباس‌های ورزشی کاناداییست. این برند در کانادا با عنوان فروشنده لباسهای یوگا آغاز به کار کرد. این شرکت محصولاتش را در ۴۶۰ فروشگاه و به صورت آنلاین عرضه می‌کند. این شرکت گسترش یافته و محصولاتی چون پیراهن، شورت، شلوار، لباس‌های سبک و لوازم جانبی یوگا را عرضه می‌کند.